# Markttische

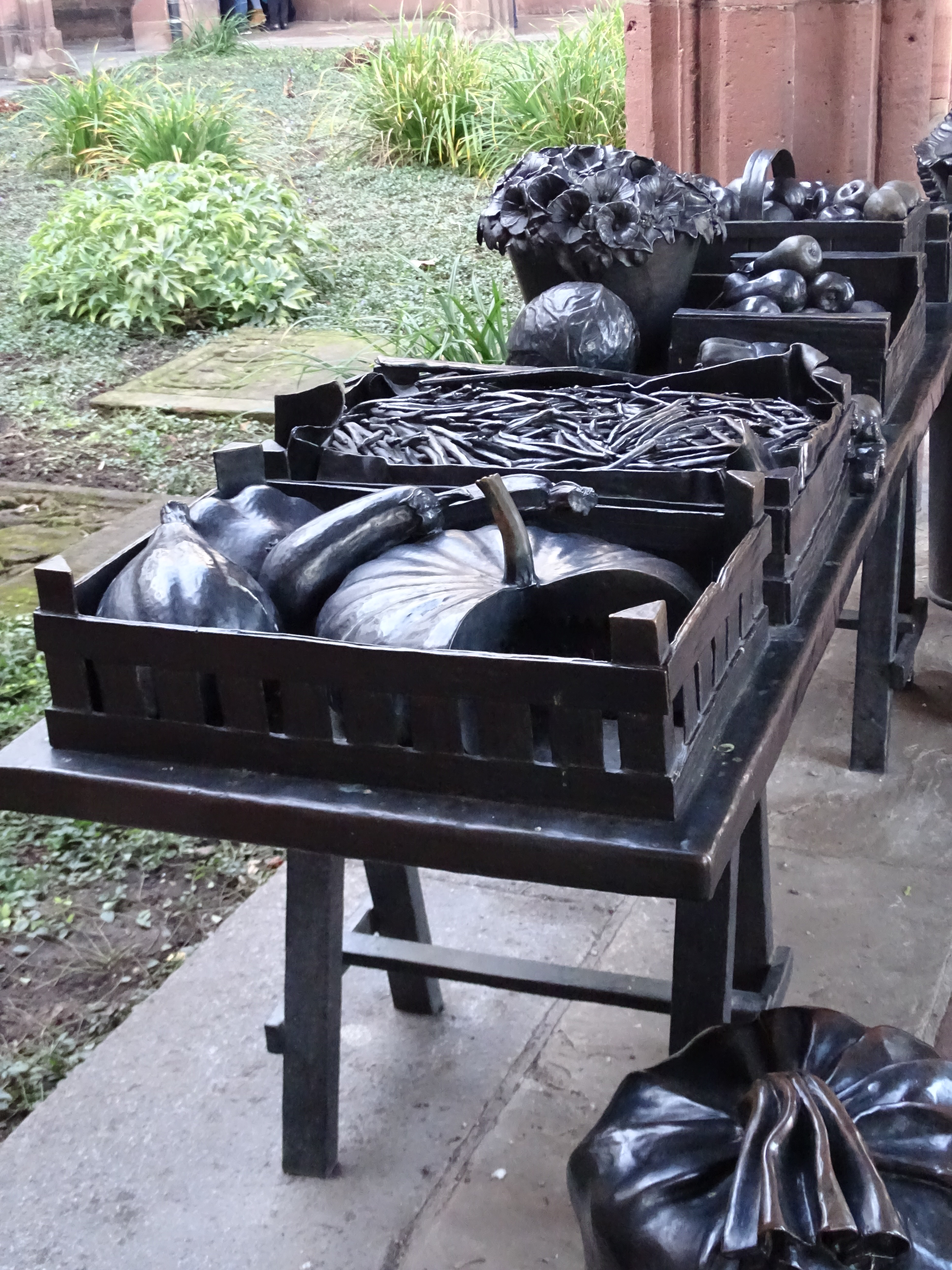
Markttisch mit Obst und Gemüse von Bettina Eichin

Die Markttische sind zwei bronzene Skulpturen der Schweizer Bildhauerin Bettina Eichin von 1986. Um die Aufstellung des Werkes kam es im Zusammenhang mit dem Grossbrand von Schweizerhalle und der folgenden Umweltkatastrophe im Rhein zu einer Kontroverse, da der ursprüngliche Auftraggeber der Skulpturen, der Schweizer Pharmakonzern Sandoz, den Auftrag widerrief. Erst 2010 fanden die Bronzeplastiken ihren endgültigen Standort im  Münster von Basel.

## Geschichte der Skulpturen
Zum 100. Jahrestag seiner Gründung 1886 wollte der Chemie- und Pharmakonzern Sandoz der Stadt Basel, wo sich sein Sitz befand, ein Geschenk machen und bestellte bei der Bildhauerin Bettina Eichin einen Brunnentrog aus Jurakalk sowie zwei Skulpturen. Sie sollten 1986 fertiggestellt und der Stadt übergeben werden und auf dem Marktplatz vor dem Rathaus ihren Platz finden. Die Künstlerin sollte ein Honorar von mehr als 100'000 Franken erhalten.
Eichin beabsichtigte, wie mit dem Auftraggeber verabredet, zwei Markttische als Bronzeabguss zu erstellen: einen mit Obst und Gemüse gefüllten Verkaufstisch, so wie sie auf dem Marktplatz auch zu finden sind, und den zweiten, bezogen auf das gegenüber liegende Rathaus, bestückt mit Papier, Ordnern und Schriftrollen. Nachdem der erste Tisch fertig war, kam es am 1. November 1986 bei Sandoz zu dem verheerenden Grossbrand auf dem Industriegebiet Schweizerhalle bei Basel mit vernichtenden Folgen für die Umwelt. Eichin beschloss, ihr Skulpturenkonzept zu ändern und bei der Gestaltung des zweiten Markttisches auf die Brandkatastrophe einzugehen. Den Vertretern des Konzerns erschien dies jedoch unzumutbar, der Konzern zog daraufhin seinen Auftrag an Eichin zurück und besorgte für die Stadt ein Ersatzgeschenk. Die Stadt Basel musste zusichern, dass Bettina Eichins Werk nicht am vorgesehenen Ort platziert werden sollte. Das vereinbarte Honorar wurde an die Künstlerin nicht ausbezahlt. Die Künstlerin beschloss, das Kunstwerk auf eigenes Risiko zu beenden.
Bettina Eichins neue Gestaltungsidee für den zweiten Tisch, die sie tabula rasa nannte, bestand aus dem eingravierten Datum des Unglücks – 1. November 1986 – und dem ebenfalls eingravierten Gedicht «Die Vergänglichkeit» von Johann Peter Hebel aus dem Jahr 1803. Für die Skulpturen fand man längere Zeit keinen Standort, bis Ende November 1991 die Evangelisch-reformierte Kirche Basel-Stadt ein auf zuerst höchstens fünf Jahre befristetes «Asyl» im Kreuzgang des Münsters gewährte, unter der Voraussetzung, es würden für die Kirche keinerlei Kosten entstehen.
Während die Herstellungskosten der Skulpturen 1989 mit Hilfe des Privaten Vereins Ökostadt Basel zumindest teilweise gedeckt werden konnten (allein die Gusskosten betrugen 85'000 Franken), wurde 2007 der Verein Markttische im Kreuzgang gegründet, in dem die langjährige Präsidentin der Basler Hebelstiftung Lieselotte Reber-Liebrich, der frühere Münsterbaumeister Peter Burckhardt und andere prominente Persönlichkeiten wirkten. Das Vorhaben des Vereins war es, aus Spenden die Skulpturen der Künstlerin abzukaufen, die 2007 immer noch als Leihgabe im Münster ausgestellt waren. Ausserdem sorgte er dafür, dass die fälligen Renovierungs- und dauerhaften Unterhaltungskosten gesichert und vor allem die provisorische Unterbringung der Plastiken im Kreuzgang zu einem dauerhaften Standort umgewandelt wurden.
Im Rahmen einer Feier am 1. Dezember 2010 übergab Eichin offiziell das Kunstwerk der Stadt Basel. Damit erhielt die bislang provisorisch untergebrachte Skulpturengruppe ihren endgültigen Standort im Münster.

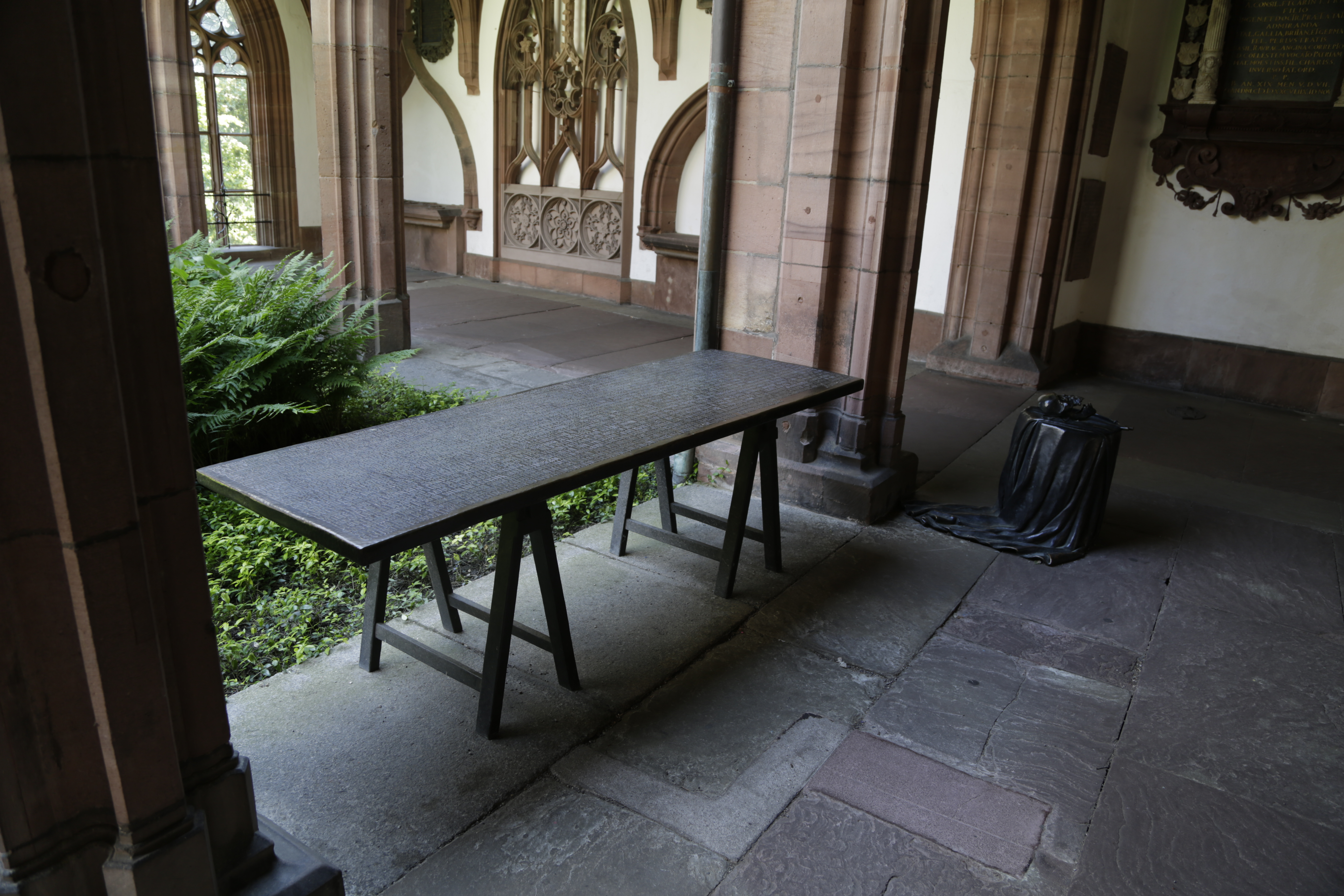
Der geänderte, der Katastrophe gewidmete Tisch
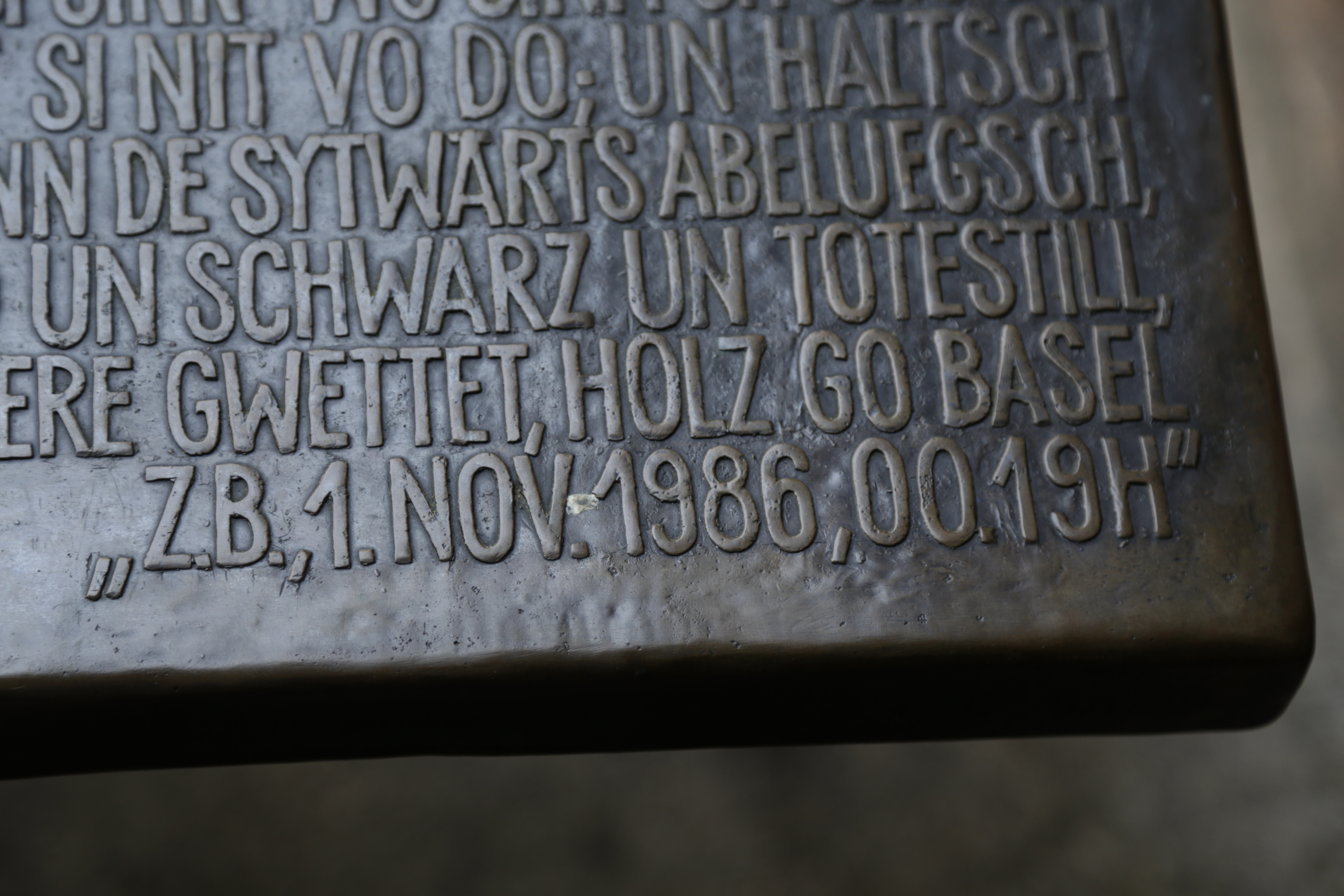
Hebelgedicht auf dem geänderten Tisch, Fragment, mit Datum der Katastrophe
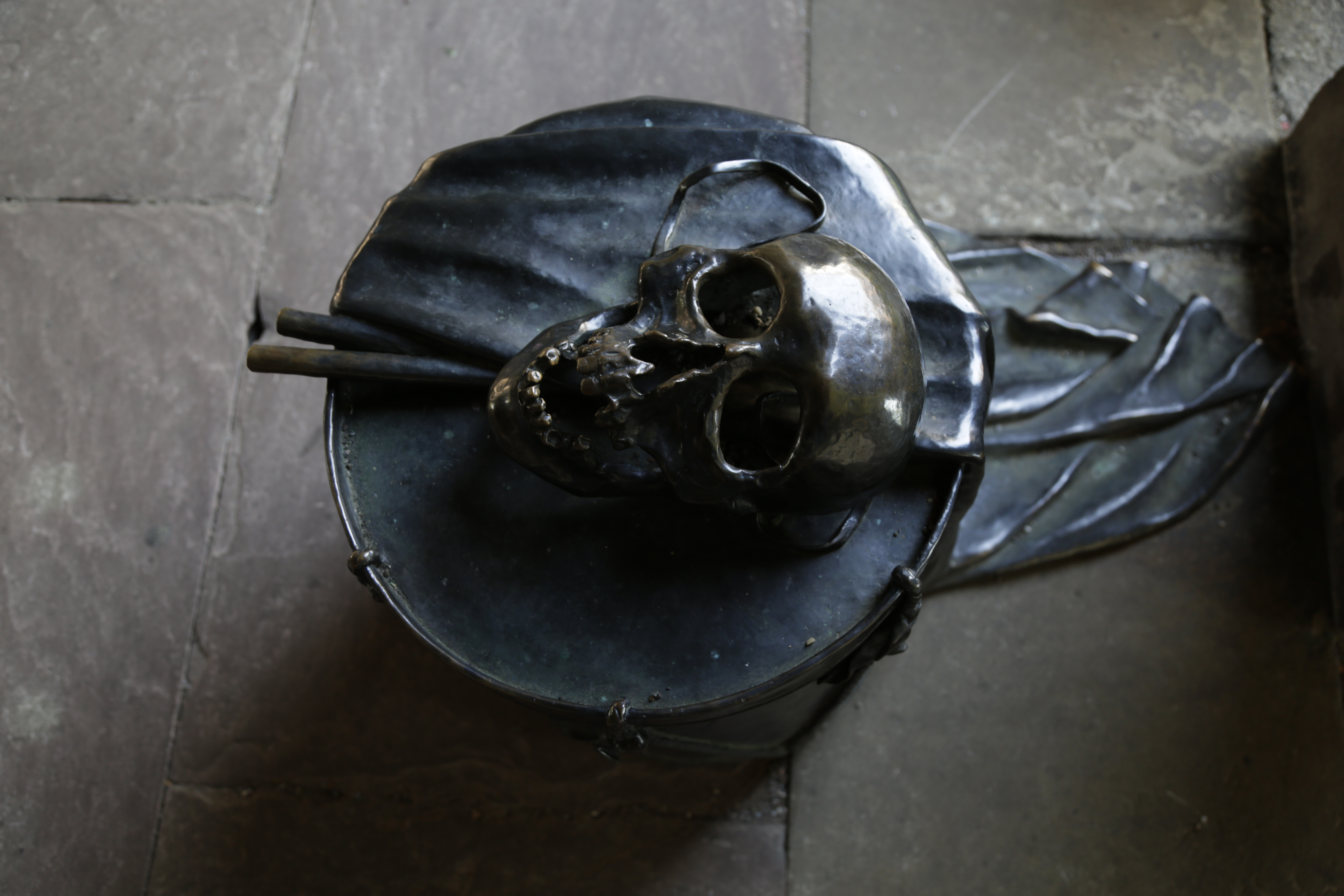
Totenkopf auf einer Basler Trommel, die neben dem Tisch steht

## Bedeutung
In ihrer Festrede anlässlich der feierlichen Übergabe der Skulpturen an die Stadt Basel am 1. Dezember 2010 bemängelte die Historikerin Regina Wecker, dass junge wie zugewanderte Basler «fast nichts mehr über ‹Schweizerhalle› wissen».  Es sei gut, dass die Pharmaindustrie nicht nur als gute Arbeitgeberin, sondern auch als Verantwortungsträgerin wahrgenommen werde.
Der Umstand, dass Eichin einen der Tische mit einem Zitat von Hebel gestaltete, dessen 250. Geburtstag sich 2010 jährte, und dass die verschiedenen Hebel-Vereine (wie Basler Hebelstiftung) sich für die Skulpturen engagierten, trug dazu bei, dass auch ausserhalb der Schweiz über die Markttische berichtet wurde (beispielsweise in Verbindung mit dem Hebelbund Lörrach).